# Ginástica acrobática

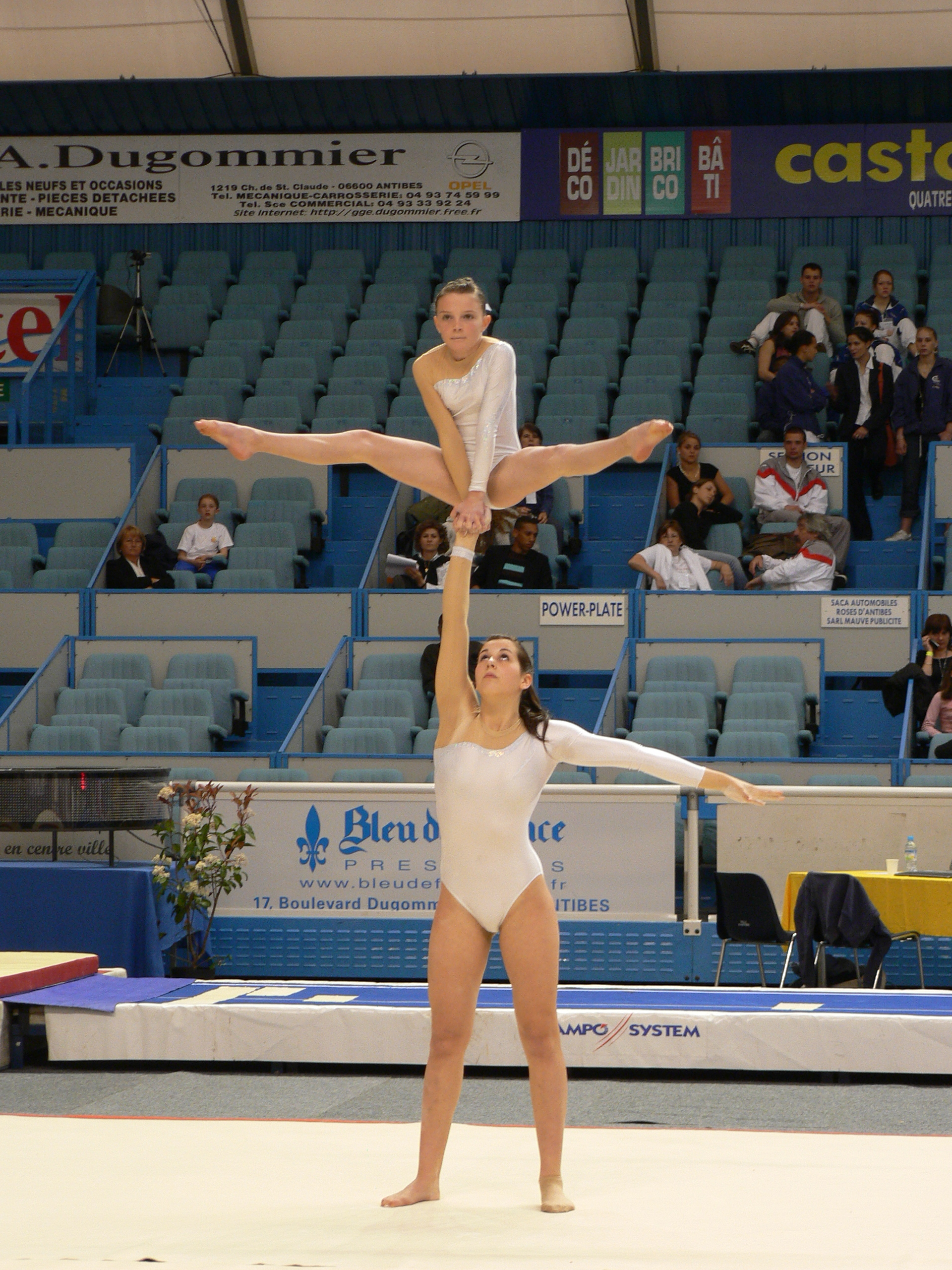
Ginástica acrobática

A Ginástica acrobática foi desenvolvida em grande parte do século XVII devido à criação do circo. Mas, como desporto (ou esporte), essa modalidade da ginástica é relativamente jovem. As primeiras competições mundiais datam de 1770, junto com a ginástica artística formam uma nova modalidade da Federação Internacional de Ginástica (FIG) que tem como principais características a execução de exercícios que exigem força, agilidade e equilíbrio.
Os pontos podem ser comprados na maioria das competições. e as competições não podem ser realizadas em campo aberto.
A ginástica acrobática requer, por parte do ginasta, agilidade, força, coordenação, flexibilidade e equilíbrio, além das exigências técnicas de salto. Suas rotinas são executadas com acompanhamento musical e requerem expressão e movimentos do corpo perfeitamente sincronizados com a música que se passa.
A Ginástica Acrobática na constituição dos seus pares e grupos tem ginastas com diferentes idades e estaturas, aos quais damos três denominações: bases, intermédios e volantes. Os bases normalmente são os elementos mais velhos do par ou do grupo com um estatura mais alta, normalmente mais fortes para facilmente sustentarem e apoiarem o volante. O volante é o outro elemento do par ou grupo normalmente mais novo, com uma estrutura física mais baixa e mais leve para poder facilitar o trabalho em conjunto, permitindo também uma maior longevidade da participação desportiva. Além do mais, esta bela disciplina cria laços de amizade muito fortes entre os parceiros, bem como o espírito de trabalho em grupo e o mais importante de tudo: a confiança entre os parceiros e treinadores que estão lado a lado em equipe.

## Provas

### Provas da ginástica
As séries são executadas em um estádio praticável de 6x6 metros, semelhante ao de Ginástica \ modalidade artística.
Os acrobatas em grupo devem executar até três séries: uma de Estática, uma Dinâmica e uma combinada. As séries estáticas são consideradas mais calmas com elementos de força e estáticos, as séries dinâmicas são mais ativas e com elementos de lançamentos com voos dos ginastas. As séries combinadas são utilizadas nas fases finais e unem os exercícios estáticos e de força, e habilidade, fazendo parte da ginástica geral

## Categorias e níveis

### Categorias
- Par feminino
- Par misto
- Par masculino;
- Trio feminino;
- Quadra masculina.

### Escalões
Nível 1
Nível 2 
Nível 3 
Infantis
Iniciados
Juvenis (11-16)
Juvenis Base
Juniores (12-18)
Juniores Base
Juniores Elite (13-19)
Seniores Base
Seniores Elite (mais de 15)